# 세르히오 에스쿠데로 (1988년)
세르히오 아리엘 에스쿠데로(일본어: エスクデロ 競飛王, 스페인어: Sergio Ariel Escudero, 1988년 11월 1일~)는 스페인 출신의 축구 선수이다. 2007년 일본 국적을 취득했다. 현재 타이 리그 1 치앙마이 유나이티드 FC 소속이다. 스페인 일본 아르헨티나 다중 국적을 가지고 있다.

## 클럽 경력
1996년 그의 아버지인 세르히오 에스쿠데로와 삼촌인 오스발도 에스쿠데로가 소속되어 있었던 아르헨티나의 명문 클럽 벨레스 사르스필드의 유소년 팀에 입단하였다. 이 때 아르헨티나 U-15 대표팀 상비군에 선발되기도 하였다.
2001년 그의 아버지가 가시와 레이솔의 유소년 팀 감독을 맡게 되어 일본으로 건너가 가시와 레이솔 유소년 팀에 입단하였다. 2004년 우라와 레즈 유소년 팀에 입단하였으며 16세 8개월 21일이 되었던 2005년 4월 15일 J리그 디비전 1 역사상 두 번째로 어린 나이로 데뷔전을 치렀다. 2006년엔 VfB 슈투트가르트의 영입 제안을 받기도 하였으나 우라와의 거절로 무산되었다.
2007년 FIFA 청소년 월드컵 출전을 노렸으나 일본 귀화가 늦어져 출전이 불발되었다. 2007년 6월 12일 일본 국적을 취득하였고 2008년 베이징 올림픽 참가를 노렸으나 십자인대 부상으로 인한 컨디션 난조를 이겨내지 못하여 출전은 좌절되었다.
2012년 7월 17일 FC 서울로 임대 이적이 공식발표 되었다. 7월 21일 이적 후 치른 첫 경기인 부산과의 홈 경기에서 데뷔전을 가졌으며 이 경기에서 득점을 기록하며 서울의 6-0 대승에 기여하였고 시즌 종료까지 4골을 기록하며 2012년 FC 서울의 K리그 5 번째 우승에 큰 공을 세웠다.
2012 시즌 임대되어 좋은 활약을 보여준 에스쿠데로는 2013 시즌을 앞두고 FC 서울로 완전 이적하였으며2013년 AFC 챔피언스리그 결승전에서 골을 터트리며 맹활약을 펼쳐 준우승을 하는데 크게 일조하였다.
2015년 2월 25일 에스쿠데로는 중국 슈퍼리그의 장쑤 셰인티와 2년 계약을 맺고 FC 서울과 결별하였다. 에스쿠데로는 장쑤에서 주전으로 자리잡았으며, 29경기에 출전하여 6골 8도움을 기록했다.
장쑤 셰인티가 중국 FA컵에서 우승을 차지하는데 큰 도움을 주는 등 좋은 활약을 했음에도 불구하고, 2016시즌이 시작하기 전 장쑤 구단은 막대한 투자를 감행하면서 에스쿠데로를 시즌 구상에서 제외시켰다. 에스쿠데로는 장쑤 구단과 계약해지에 합의하고 새로운 팀을 찾아나섰다.
2016년 2월 23일 에스쿠데로는 일본 J2리그의 교토 상가로 이적하였다. 2012년 우라와 레즈를 떠나 FC 서울로 이적한 뒤 4년만의 일본 무대 복귀였다.
그 후, 2018년 7월 6일에 울산 현대로 6개월 간 임대 이적하였다.

## 경력 통계

### 클럽 기록
- 2015년 2월 24일 기준

| 시즌        | 클럽        | 등번호      | 디비전      | 리그     | 리그     | 리그     | FA컵   | FA컵   | FA컵   | 리그컵  | 리그컵  | 리그컵  | 대륙 대회 | 대륙 대회 | 대륙 대회 | 통산 | 통산 | 통산 |
| 시즌        | 클럽        | 등번호      | 디비전      | 출장     | 득점     | 도움     | 출장   | 득점   | 도움   | 출장    | 득점    | 도움    | 출장      | 득점      | 도움      | 출장 | 득점 | 도움 |
| 일본        | 일본        | 일본        | 일본        | J1       | J1       | J1       | 천황배 | 천황배 | 천황배 | J리그컵 | J리그컵 | J리그컵 | ACL       | ACL       | ACL       | 통산 | 통산 | 통산 |
| ----------- | ----------- | ----------- | ----------- | -------- | -------- | -------- | ------ | ------ | ------ | ------- | ------- | ------- | --------- | --------- | --------- | ---- | ---- | ---- |
| 2005        | 우라와      | 34          | 1부         | 5        | 0        | 0        | 0      | 0      | 0      | 2       | 0       | 0       | -         | -         | -         | 7    | 0    | 0    |
| 2006        | 우라와      | 34          | 1부         | 1        | 0        | 0        | 0      | 0      | 0      | 3       | 1       | 0       | -         | -         | -         | 4    | 1    | 0    |
| 2007        | 우라와      | 15          | 1부         | 1        | 0        | 0        | 0      | 0      | 0      | 0       | 0       | 0       | 1         | 0         | 0         | 1    | 0    | 0    |
| 2008        | 우라와      | 15          | 1부         | 13       | 0        | 0        | 2      | 1      | 1      | 0       | 0       | 0       | -         | -         | -         | 16   | 1    | 0    |
| 2009        | 우라와      | 15          | 1부         | 23       | 3        | 2        | 0      | 0      | 0      | 7       | 1       | 0       | -         | -         | -         | 30   | 4    | 2    |
| 2010        | 우라와      | 15          | 1부         | 17       | 3        | 1        | 2      | 1      | 0      | 3       | 0       | 0       | -         | -         | -         | 22   | 4    | 1    |
| 2011        | 우라와      | 15          | 1부         | 20       | 1        | 0        | 0      | 0      | 0      | 6       | 1       | 3       | -         | -         | -         | 26   | 2    | 3    |
| 2012        | 우라와      | 15          | 1부         | 1        | 0        | 0        | -      | -      | -      | 0       | 0       | 0       | -         | -         | -         | 1    | 0    | 0    |
| 대한민국    | 대한민국    | 대한민국    | 대한민국    | 클래식   | 클래식   | 클래식   | FA컵   | FA컵   | FA컵   | 폐지    | 폐지    | 폐지    | ACL       | ACL       | ACL       | 통산 | 통산 | 통산 |
| 2012        | FC 서울     | 26          | 1부         | 20       | 4        | 3        | -      | -      | -      | -       | -       | -       | -         | -         | -         | 20   | 4    | 3    |
| 2013        | FC 서울     | 9           | 1부         | 34       | 4        | 7        | 3      | 0      | 0      | -       | -       | -       | 12        | 2         | 3         | 49   | 6    | 10   |
| 2014        | FC 서울     | 9           | 1부         | 32       | 6        | 4        | 5      | 1      | 0      | -       | -       | -       | 11        | 2         | 0         | 48   | 9    | 4    |
| 2015        | FC 서울     | 9           | 1부         | 0        | 0        | 0        | 0      | 0      | 0      | -       | -       | -       | 1         | 1         | 0         | 1    | 1    | 0    |
| 중국        | 중국        | 중국        | 중국        | 슈퍼리그 | 슈퍼리그 | 슈퍼리그 | FA컵   | FA컵   | FA컵   | 폐지    | 폐지    | 폐지    | ACL       | ACL       | ACL       | 통산 | 통산 | 통산 |
| 2015        | 장쑤 쑤닝   | 11          | 1부         | 29       | 6        | 8        | 5      | 0      | 2      | -       | -       | -       | -         | -         | -         | 34   | 6    | 10   |
| 일본        | 일본        | 일본        | 일본        | J1       | J1       | J1       | 천황배 | 천황배 | 천황배 | J리그컵 | J리그컵 | J리그컵 | ACL       | ACL       | ACL       | 통산 | 통산 | 통산 |
| 2016        | 교토 상가   | 10          | 2부         | 38       | 5        | 12       | 2      | 1      | 0      | -       | -       | -       | -         | -         | -         | 40   | 6    | 12   |
| 2017        | 교토 상가   | 10          | 2부         |          |          |          |        |        |        | -       | -       | -       | -         | -         | -         |      |      |      |
| 통산        | 일본        | 일본        | J1          | 81       | 7        | 3        | 22     | 3      | 1      | 4       | 2       | 3       | 1         | 0         | 0         | 107  | 12   | 7    |
| 통산        | 일본        | 일본        | J2          | 38       | 5        | 12       | 2      | 1      | 0      | -       | -       | -       | -         | -         | -         | 40   | 6    | 12   |
| 통산        | 대한민국    | 대한민국    | K리그       | 86       | 14       | 14       | 8      | 1      | 0      | -       | -       | -       | 24        | 5         | 3         | 94   | 15   | 14   |
| 통산        | 중국        | 중국        | CSL         | 29       | 6        | 8        | 5      | 0      | 2      | -       | -       | -       | -         | -         | -         | 34   | 6    | 10   |
| 커리어 통산 | 커리어 통산 | 커리어 통산 | 커리어 통산 | 234      | 32       | 37       | 19     | 4      | 3      | 22      | 3       | 3       | 25        | 5         | 3         | 275  | 39   | 46   |

## 수상 내역

### 클럽

#### 우라와 레드 다이아몬즈
- J리그 디비전 1 우승 : 2006
- 천황배 전일본 축구 선수권 대회 우승: 2005, 2006
- AFC 챔피언스리그 우승 : 2007
- 일본 슈퍼컵 우승 : 2006

#### FC 서울
- K리그 우승 : 2012
- AFC 챔피언스리그 준우승 : 2013
- FA컵 준우승 : 2014

## 기타
우라와 레드 다이아몬즈에서 활약하였던 동명의 아버지인 세르히오 에스쿠데로의 아들이다. 축구 선수인 다미안 에스쿠데로의 사촌이자 오스발도 에스쿠데로의 조카이기도 하다.
디에고 마라도나의 가문과 리오넬 메시의 가문과 친분 관계를 맺고 있는 가문의 축구 선수로 알려져있다.